# J. Gregory Smith

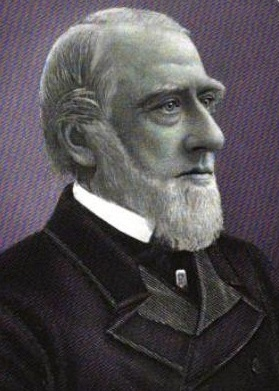
J. Gregory Smith

John Gregory Smith (* 22. Juli 1818 in St. Albans, Vermont; † 6. November 1891 ebenda) war ein US-amerikanischer Politiker und von 1863 bis 1865 Gouverneur des Bundesstaates Vermont.

## Frühe Jahre und politischer Aufstieg
J. Gregory Smith war einer der wenigen Männer seiner Zeit in Vermont, die eine – wie man heute sagen würde – vollwertige Schulausbildung erhielten. Nach Besuch der örtlichen Franklin County Grammar School und St. Albans Academy. Nach seiner Graduierung 1834 ging er auf die University of Vermont, wo er vier Jahre lang die klassischen Kurse belegte und mit einem A.B. entlassen wurde. Er hatte entschieden, dem Vater in dem Beruf des Rechtsanwalts zu folgen, und bereitete sich in dessen Kanzlei ein Jahr lang auf das Studium vor. Danach studierte er Jura an der Yale Law School bis 1841 und erhielt anschließend die Zulassung zum Anwalt im Franklin County.
Nach seiner Zulassung als Rechtsanwalt arbeitete er in diesem Beruf in der Kanzlei seines Vaters. Zusammen mit seinem Vater John und Bruder Worthington trieb er den Ausbau der Eisenbahnlinien in Vermont voran. Nach dem Tod seines Vaters 1858 wurde er Präsident der Eisenbahngesellschaft Vermont Central Railroad und der Vermont & Canada Railroad Companies und spielte die Schlüsselrolle bei der Anbindung des Transportsystems von Neu England mit dem der Großen Seen. Bald wurde Smith auch in anderen geschäftlichen Gebieten wie dem Bankwesen tätig.
Von 1861 bis 1863 wurden die Fabriken der Vermont Central Railroad von Northfield nach St. Albans verlegt, der Heimatstadt ihres Präsidenten, John Gregory Smith.
Smith wurde Mitglied der Republikanischen Partei. Von 1858 bis 1859 war er Mitglied des Senats von Vermont. Danach gehörte er zwischen 1860 und 1863 dem Repräsentantenhaus von Vermont an, wobei er 1862 Präsident des Hauses war. Im Jahr 1863 wurde er mit großer Mehrheit gegen den Demokraten Timothy P. Redfield zum neuen Gouverneur seines Staates gewählt.

## Gouverneur von Vermont
Smith wurde am 9. Oktober 1863 in sein neues Amt eingeführt. Nach einer Wiederwahl im Jahr 1864 konnte er bis zum 13. Oktober 1865 im Amt bleiben. Zu Beginn seiner Regierungszeit war der Bürgerkrieg noch in vollem Gange. Smith unterstützte die Kriegsanstrengungen der Bundesregierung. Darüber hinaus sorgte er auch auf gesetzlichem Weg dafür, dass verwundete Soldaten auf dem Gebiet von Vermont eine angemessene medizinische Betreuung erhielten. Ein anderes Gesetz in seiner Amtszeit ermöglichte es den im Krieg befindlichen Soldaten zu wählen. Nach dem Ende des Krieges im April 1865 mussten auch in Vermont die heimkehrenden Soldaten wieder in die Gesellschaft eingegliedert werden. Die Industrieproduktion musste wieder auf den zivilen Bedarf zurückgefahren werden. Als Gouverneur war Smith bei seinen Landsleuten sehr beliebt.
Nach dem Ende seiner Gouverneurszeit setzte Smith seine erfolgreiche geschäftliche Laufbahn fort. Die Familie war beteiligt an der St. Albans Foundry (Eisenhütte/Giesserei), der National Car Company und der Vermont Iron and Car Company, die Eisenbahn-Waggons herstellten. Er war Mitbegründer und von 1866 bis 1872 Präsident der Northern Pacific Railroad. In den Jahren 1872, 1880 und 1884 war er Delegationsleiter der Vertreter von Vermont auf den jeweiligen Bundesparteitagen seiner Partei.

## Familie
Die Eltern von John Gregory Smith waren der Rechtsanwalt und Kongressabgeordnete John Smith und Maria W. Curtis aus Troy. Sein Bruder Worthington war zwischen 1867 und 1872 ebenfalls Abgeordneter im Repräsentantenhaus der Vereinigten Staaten. Er hatte fünf weitere Geschwister: Harriet Maria, Edward Curtis, Julia Pierpont, Francis Curtis und Louisa Jen Broeck.
Am 27. Dezember 1842 heiratete J. Gregory Smith Ann Eliza Brainerd, die Tochter von US-Senator Lawrence Brainerd. Das Paar hatte sechs Kinder: George Gregory, Lawrence Brainerd, Annie Brainerd, Edward Curtis (1854–1935), Julia Brainerd, und Helen Lawrence. Sein Sohn Edward wurde von 1898 bis 1900 ebenfalls Gouverneur von Vermont.
Seine Frau veröffentlichte als Schriftstellerin unter Mrs. J.G. Smith eine Sammlung von Essays unter dem Titel "Dawn to Sunrise", sowie die Novellen  "Seola" (später republished als "Angels and Women"), "Selma" und "Atla."